# Marcello Tittarelli
Marcello Tittarelli (Sassoferrato, 14 aprile 1962) è un ex tiratore a volo italiano.

## Biografia
Nato nel 1962 a Sassoferrato, in provincia di Ancona, nel 1995 è stato campione mondiale nella fossa olimpica a squadre a Nicosia, insieme a Giovanni Pellielo e Marco Venturini. 
A 34 anni ha partecipato ai Giochi olimpici di Atlanta 1996, nel trap, chiudendo 20º con 119 punti, non qualificandosi alla finale a 6.
Nel 1998 ha vinto di nuovo la medaglia d'oro iridata nella fossa olimpica a squadre, a Barcellona, sempre con Giovanni Pellielo e Marco Venturini.

## Palmarès

### Campionati mondiali
- 2 medaglie:
  - 2 ori (Fossa olimpica a squadre a Nicosia 1995, fossa olimpica a squadre a Barcellona 1998)